# Albert Probst (Politiker)

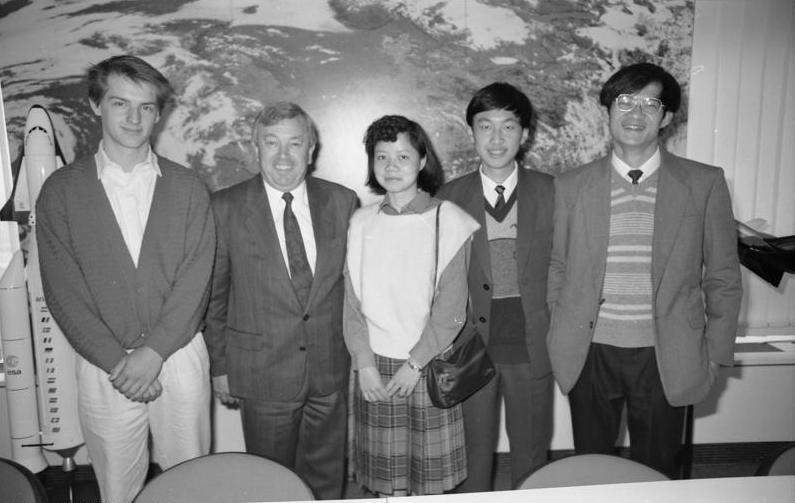
Albert Probst beim Empfang chinesischer Jugendliche 1989

Albert Probst (* 29. Dezember 1931 in Garching; † 24. März 2015 in München) war ein deutscher Politiker (CSU). Er war von 1982 bis 1991 Parlamentarischer Staatssekretär beim Bundesminister für Forschung und Technologie.

## Ausbildung und Beruf
Nach dem Abitur 1951 am Maximiliansgymnasium in München machte Probst zunächst eine landwirtschaftliche Lehre, die er mit der Gehilfenprüfung abschloss. Anschließend studierte er Agrarwissenschaften an der Technischen Universität München. Das Studium beendete er 1958 als Diplom-Agraringenieur. In München wurde er 1953 Mitglied der katholischen Studentenverbindung K.D.St.V. Agilolfia in Freising im CV. Nach seinem Studienabschluss legte er das Staatsexamen für den höheren landwirtschaftlichen Staatsdienst ab. Danach war er als wissenschaftlicher Mitarbeiter am Milchwissenschaftlichen Institut an der TU München tätig. 1961 wurde er hier mit der Arbeit „Über erbliche Einflüsse auf den Milcheiweißgehalt – Untersuchungen an drei Fleckviehherden“ zum Dr. agr. promoviert.
Nach zwei Jahren als Spezialberater für die Landwirtschaft in Oberfranken war Albert Probst ab 1963 wieder an der TU München tätig. Er betreute hier ein Forschungsprojekt auf dem Gebiet der Populationsgenetik. Parallel engagierte der Wissenschaftler sich in der Kommunalpolitik.

## Familie
Albert Probst war verheiratet und hatte vier Kinder, 13 Enkelkinder und 6 Geschwister.

## Partei
Er war über lange Jahre stellvertretender Vorsitzender des kulturpolitischen Arbeitskreises der CSU.

## Abgeordneter
Von 1960 bis 1973 gehörte Probst dem Kreistag des Kreises München-Land an. Zudem war er Mitglied des Gemeinderates von Garching von 1966 bis 1990.
Probst war von 1969 bis 1998 Mitglied des Deutschen Bundestages. Hier war er von 1972 bis 1976 Vorsitzender des Ausschusses für Bildung und Wissenschaft und von 1976 bis 1982 Vorsitzender des Ausschusses für Forschung und Technologie.
Bis 1982 bekleidete er das Amt des Vorsitzenden der Arbeitsgruppe Bildung, Wissenschaft und Publizistik der CSU-Landesgruppe.
Probst ist stets als direkt gewählter Abgeordneter des Wahlkreises München-Land bzw. Freising in den Bundestag eingezogen.
Von 1991 bis 1999 vertrat Probst Deutschland in der Parlamentarischen Versammlung des Europarats und in der Versammlung der Westeuropäischen Union.

## Öffentliche Ämter
Am 4. Oktober 1982 wurde Probst als Parlamentarischer Staatssekretär beim Bundesminister für Forschung und Technologie in die von Bundeskanzler Helmut Kohl geführte Bundesregierung berufen. Hier setzte er sich vehement für eine frühzeitige Vermittlung des Umgangs mit (Micro-)Computern in der Schule ein. Nach der Bundestagswahl 1990 schied er am 24. Januar 1991 aus der Regierung aus.